# Шарлотт (футбольный клуб)
«Ша́рлотт» (англ. Charlotte Football Club) — американский профессиональный футбольный клуб из города Шарлотт штата Северная Каролина. Выступает в MLS, высшей футбольной лиге США и Канады, с 2022 года.

## История
В 2014 году владельцы новообразованного клуба «Шарлотт Индепенденс» из лиги USL Pro заявили о намерении в перспективе получить франшизу MLS. Их план предполагал реконструкцию Мемориального стадиона Американского легиона. В октябре 2016 года клуб нанял спортивную инвестиционную фирму для привлечения потенциальных инвесторов в заявку на франшизу MLS.
В конце 2016 года другая заявка от Шарлотта была сформирована Брутоном и Маркусом Смитами из компании Speedway Motorsports, владельца гоночного трека Charlotte Motor Speedway. В заявке предлагалось построить новый стадион на 20—30 тыс. мест на месте Мемориального стадиона, что обошлось бы в $175 млн, из которых $87,5 млн профинансировали бы власти города и округа и $75 млн составил бы кредит для группы владельцев. Совет уполномоченных округа Мекленберг проголосовал по предложенному плану за, в то время как городской совет Шарлотта принял решение не голосовать по этому вопросу до крайнего срока подачи заявок — 31 января 2017 года. Маркус Смит подал заявку без поддержки городского совета, полагаясь только на план финансирования властей округа. Несколько чиновников лиги совершили поездку в Шарлотт в июле 2017 года, но и городской совет, и окружные уполномоченные отменили свои встречи с ними. Шарлотт также столкнулся с конкуренцией со стороны Роли, который также был частью списка претендентов на франшизу MLS из двенадцати городов и получил поддержку от правительства штата. В августе 2017 года уполномоченные округа Мекленберг пересмотрели своё прежнее решение, проголосовав против участия в финансировании строительства стадиона. В ноябре 2017 года MLS сократила свой список кандидатов до четырёх городов, исключив Шарлотт.
Управляющий хедж-фонда и миллиардер Дэвид Теппер стал владельцем команды Национальной футбольной лиги «Каролина Пантерз» в июле 2018 года и заявил о своём намерении привлечь MLS в Шарлотт. Новый президент «Пантерз» Том Глик, ранее бывший главным операционным директором «Манчестер Сити», а также участвовавший в заявке на расширение MLS для «Нью-Йорк Сити», был назначен ответственным за организацию заявки на расширение MLS для Теппера, у которого было несколько встреч с официальными лицами лиги до открытия следующего окна заявок в апреле 2019 года. Теппер представил официальную заявку на расширение Шарлотта в лигу в июле 2019 года, незадолго до встреч с официальными лицами лиги и дополнительных туров по «Банк оф Америка Стэдиум». В сентябре он объявил о планах по модернизации существующего «Банк оф Америка Стэдиум» для клуба MLS, что включало бы в себя до $215 млн вложений от городских властей. Теппер также обсудил возможность строительства нового стадиона для «Пантерз» и футбольного клуба, который имел бы раздвижную крышу. В ноябре комиссионер MLS Дон Гарбер назвал Шарлотт наиболее вероятным претендентом на место 30-й франшизы лиги, высоко оценив усилия Теппера и проект заявки. В конце ноября городской совет Шарлотта утвердил финансирование стадиона и франшизы в размере $110 млн, используя доходы от налога на гостиничные услуги. Совет управляющих MLS собрался в начале декабря, чтобы обсудить предложение Шарлотта и санкционировать окончательные переговоры с Теппером. 17 декабря 2019 года MLS официально объявила о присуждении городу Шарлотт 30-й франшизы лиги, которая начнёт выступление в 2021 году. Стоимость франшизы, которую оплатил Теппер, по сообщениям, составила около $325 млн, то есть плата выросла на 62,5 % по сравнению с тем, что было оплачено в результате успешных заявок Сент-Луиса и Сакраменто ранее в этом же году. Клуб продал 7 тыс. сезонных абонементов в первые 24 часа после объявления о расширении лиги.
8 июля 2020 года будущий клуб подписал первого игрока, им стал испанский полузащитник Серхио Руис.
17 июля 2020 года MLS объявила о сдвиге на год вперёд сроков вступления в лигу трёх новых клубов в связи с пандемией COVID-19, в том числе начало выступления клуба из Шарлотта было перенесено на 2022 год.
22 июля 2020 года были представлены название клуба — «Шарлотт» (англ. Charlotte Football Club), эмблема и цвета. Название было выбрано из пяти финальных вариантов, остальными были: «Каролина Глайдерс» (англ. Carolina Gliders FC), «Шарлотт Атлетик» (англ. Charlotte Athletic FC), «Шарлотт Краун» (англ. Charlotte Crown FC) и «Шарлотт Таун» (англ. Charlotte Town FC).
7 июля 2021 года первым главным тренером в истории «Шарлотта» был назначен испанский специалист Мигель Анхель Рамирес. 26 января 2022 года клуб подписал первого назначенного игрока, польского нападающего Кароля Свидерского.
«Шарлотт» сыграл свой дебютный матч в MLS 26 февраля 2022 года против «Ди Си Юнайтед» в гостях, потерпев разгромное поражение со счётом 0:3. В первом домашнем матче клуба на «Банк оф Америка Стэдиум», сыгранном 5 марта против «Лос-Анджелес Гэлакси» (0:1), был установлен рекорд посещаемости матча MLS — 74 479 зрителей. 13 марта в матче против «Атланты Юнайтед», проигранном со счётом 1:2, Адам Армор забил первый гол в истории клуба. Свою первую победу «Шарлотт» одержал 19 марта, обыграв «Нью-Инглэнд Революшн» со счётом 3:1.

## Символика

### Форма

#### Домашняя
| 2022—2024 | 2024—н. в. |

#### Гостевая
| 2022—2023 | 2023—2025 | 2025—н. в. |

Источники:,

### Экипировка
| Период     | Производитель | Период     | Титульный спонсор | Период     | Рукавный спонсор    |
| ---------- | ------------- | ---------- | ----------------- | ---------- | ------------------- |
| 2022—н. в. | Adidas        | 2022—н. в. | Ally              | 2022—2025  | Centene Corporation |
| 2022—н. в. | Adidas        | 2022—н. в. | Ally              | 2025—н. в. | Rugs.com            |

## Текущий состав
| 1  | Флаг Хорватии       | Вр  | Кристиян Кахлина                                          | 1992 |  |  |  |  |  |
| 22 | Флаг США            | Вр  | Дэвид Бингем                                              | 1989 |  |  |  |  |  |
| 26 | Флаг США            | Вр  | Читуру Одунзе                                             | 2002 |  |  |  |  |  |
| 31 | Флаг США            | Вр  | Джордж Маркс                                              | 1999 |  |  |  |  |  |
| 51 | Флаг США            | Вр  | Ник Холлидей (в аренде из «Краун Легаси»)                 | 2006 |  |  |  |  |  |
|    |                     |     |                                                           |      |  |  |  |  |  |
| 2  | Флаг Канады         | Защ | Джакил Маршалл-Ратти (в аренде из «Клёб де Фут Монреаль») | 2004 |  |  |  |  |  |
| 3  | Флаг США            | Защ | Тим Рим                                                   | 1987 |  |  |  |  |  |
| 4  | Флаг США            | Защ | Эндрю Приветт                                             | 2000 |  |  |  |  |  |
| 6  | Флаг Новой Зеландии | Защ | Билл Туилома                                              | 1995 |  |  |  |  |  |
| 14 | Флаг Англии         | Защ | Нейтан Бирн                                               | 1992 |  |  |  |  |  |
| 21 | Флаг Кот-д’Ивуара   | Защ | Сулейман Думбия (в аренде из «Стандарда»)                 | 1996 |  |  |  |  |  |
| 24 | Флаг США            | Защ | Мика Томас                                                | 2005 |  |  |  |  |  |
| 29 | Флаг Франции        | Защ | Адильсон Маланда                                          | 2001 |  |  |  |  |  |
| 35 | Флаг США            | Защ | Ник Скардина                                              | 2001 |  |  |  |  |  |
| 39 | Флаг США            | Защ | Джек Нили                                                 | 2005 |  |  |  |  |  |
| 40 | Флаг США            | Защ | Джалейн Форбс                                             | 2002 |  |  |  |  |  |
|    |                     |     |                                                           |      |  |  |  |  |  |
| 8  | Флаг Англии         | ПЗ  | Эшли Уэствуд (капитан)                                    | 1990 |  |  |  |  |  |
| 13 | Флаг США            | ПЗ  | Брандт Бронико                                            | 1995 |  |  |  |  |  |

| 16 | Флаг Испании      | ПЗ  | Пеп Бьель (в аренде из «Олимпиакоса»)    | 1996 |  |  |  |  |  |
| 19 | Флаг США          | ПЗ  | Эрик Уильямсон                           | 1997 |  |  |  |  |  |
| 23 | Флаг Сербии       | ПЗ  | Никола Петкович                          | 2003 |  |  |  |  |  |
| 28 | Флаг Франции      | ПЗ  | Джибриль Диани                           | 1998 |  |  |  |  |  |
|    |                   |     |                                          |      |  |  |  |  |  |
| 10 | Флаг Кот-д’Ивуара | Нап | Вильфрид Заа (в аренде из «Галатасарая») | 1992 |  |  |  |  |  |
| 11 | Флаг Израиля      | Нап | Лиэль Абада                              | 2001 |  |  |  |  |  |
| 17 | Флаг Израиля      | Нап | Идан Джорно                              | 2004 |  |  |  |  |  |
| 18 | Флаг Колумбии     | Нап | Кервин Варгас                            | 2002 |  |  |  |  |  |
| 25 | Флаг Англии       | Нап | Тайгер Смоллс                            | 2002 |  |  |  |  |  |
| 27 | Флаг США          | Нап | Нимфаша Берчимас                         | 2008 |  |  |  |  |  |
| 36 | Флаг Канады       | Нап | Брэндон Кэмбридж                         | 2002 |  |  |  |  |  |
| 41 | Флаг США          | Нап | Брайан Ромеро                            | 2006 |  |  |  |  |  |

## Тренеры
Мигель Анхель Рамирес (7 июля 2021 — 31 мая 2022)
 Кристиан Латтанцио (31 мая — 26 октября 2022 (и. о.), 26 октября 2022 — 8 ноября 2023)
 Дин Смит (12 декабря 2023 — н. в.)